# 신제주초등학교
신제주초등학교는 대한민국 제주특별자치도 제주시에 있는 공립 초등학교이다.

## 학교 연혁
- 1978년 4월 29일 : 신제주국민학교 설립 계획 승인
- 1980년 3월 1일 : 11학급 편성 (1-5학년)
- 1980년 5월 1일 : 개교
- 1980년 5월 1일 : 관리실 2개 증축 (본관)
- 1982년 2월 1일 : 제1회 졸업 (115명)
- 1982년 3월 1일 : 24학급 편성 (특수학급 1학급 인가)
- 1984년 3월 1일 : 제주도교육위원회지정 TV교육방송 시범학교 운영('84.3.-'86.2.)
- 1988년 3월 1일 :  제주도교육청지정 '특수학교' 시범학교 운영('88.3.-'89.2.)
- 1989년 3월 1일 : 학구 조정으로 신광교 분리 (42학급 편성)
- 1989년 7월 6일 : 4개 교실 신축 (후관)
- 1991년 3월 1일 : 제주도교육청 지정 '사회의 학교화' 시범학교 운영('91.3.-'93.2.)
- 1994년 4월 1일 : 학교 급식 시작
- 1994년 6월 1일 : 연덕관(급식소) 개관
- 1996년 3월 1일 : 신제주초등학교로 개명
- 1996년 3월 1일 : 교육부지정 인성교육 자율 시범학교 운영('96.3.-'98.2.)
- 2001년 3월 1일 : 다목적 강당 신축 개관 (연면적 624m2)
- 2003년 1월 22일 : 본관과 후관 연결통로 신설 및 본관 화장실 대수선 공사
- 2003년 3월 1일 : 영재학급 2학급 인가
- 2006년 3월 1일 : 방송실 보강공사, 본관지붕 방수공사, 어학실 1학급 증설
- 2007년 3월 1일 :  교육과학기술부지정 초등영어 수업시수 확대 정책 연구학교('07.3.-'09.2.)
- 2009년 3월 1일 : 교원능력개발평가 선도학교 운영
- 2012년 3월 1일 : 39학급 편성 특수학급 1학급 증설 (특수학급 2학급)
- 2012년 9월 30일 : 보건실 현대화사업, 실외 음수대 설치
- 2013년 3월 1일 : 환경교육시범학교('03.3.-'15.2.), 교육복지투자우선사업운영('13.3.-'18.2.)
- 2014년 2월 28일 : 그린스쿨공사 완료, 인조잔디운동장 · 트랙 탄성포장 · 놀이시설 공사
- 2015년 2월 28일 : 급식실 식당 바닥 교체 공사, 화장실 수리공사, 주차장 공사
- 2019년 1월 25일 :   제38회 졸업(졸업생 총인원 10,762명)
- 2019년 3월 1일 : 41학급 편성(특수학급 2학급 포함)
- 2019년 3월 1일 : 제17대 김선희 교장 부임

## 참고 자료
- 신제주초등학교 - 한국교육학술정보원 학교알리미